# 아와이역
아와이역(일본어: 粟井駅 아와이에키[*])은 일본 에히메현 마쓰야마시에 있는 시코쿠 여객철도 요산선의 역이다. 역 번호는 Y50이며, 상대식 승강장 2면 2선의 구조를 지닌 지상역이다.

## 역 주변
- 국도 제196호선
- 호조 병원

## 역사
- 1927년 4월 3일 : 요산 선 이요호조 ~ 마쓰야마 간 개업과 동시에 역이 설치되었다.
- 1987년 4월 1일 : 민영화에 의해, 시코쿠 여객철도로 이관.

## 인접 정차역
| 시코쿠 여객철도 요산선        | 시코쿠 여객철도 요산선 | 시코쿠 여객철도 요산선      |
| ----------------------------- | ---------------------- | --------------------------- |
| Y 49 야나기하라 다카마쓰 방면 | 요산 선                | 고요다이 Y 51 마쓰야마 방면 |